# PGC 2042367
LEDA/PGC 2042367 ist eine Galaxie im Sternbild Herkules am Nordsternhimmel. Sie ist schätzungsweise 1,1 Milliarden Lichtjahre von der Milchstraße entfernt und hat einen Durchmesser von etwa 240.000 Lichtjahren.
Im selben Himmelsareal befinden sich unter anderem die Galaxien PGC 59303, PGC 2046648, PGC 2047592, PGC 3088816.